# Buddy DeSylva
Buddy DeSylva (ur. 27 stycznia 1895, zm. 11 lipca 1950) – scenarzysta, kompozytor i producent filmowy.

## Filmografia
muzyka
- 1928: Śpiewający błazen
- 1934: It's Gift
- 1945: Eadie Was a Lady

producent
- 1929: Sunny Side Up
- 1934: Bottoms Up
- 1935: Mały pułkownik
- 1941: Lady Eve
- 1942: Zdradzieckie skały
- 1945: The Stork Club

scenarzysta
- 1930: Just Imagine
- 1933: My Weakness
- 1936: Urodzona do tańca
- 1945: The Stork Club

## Wyróżnienia
Posiada swoją gwiazdę na Hollywoodzkiej Alei Gwiazd.